# Carlos Prío Socarrás
Carlos Prío Socarrás (ur. 14 lipca 1903, zm. 5 kwietnia 1977) – prezydent i premier Kuby, adwokat.
Od 1934 stał na czele Kubańskiej Partii Rewolucyjnej (PRC). Był w okresie 13 października 1945 do 1 maja 1947 roku premierem Kuby, a w okresie 1947–1948 był ministrem pracy. W latach 1948–1952 sprawował urząd prezydenta. Kres jego skorumpowanym rządom położył zamach stanu kierowany przez Fulgencio Batistę (10 marca 1952 roku), trzy miesiące przed planowanymi nowymi wyborami. W tym samym roku wyjechał z kraju, by powrócić w 1959 (upadek Batisty). Początkowo udzielił poparcia Fidelowi Castro, jednak w tym roku ponownie udał się na emigrację, organizując później akcje przeciwko Castro. Popełnił samobójstwo.